# Copelatus hardenbergi
Copelatus hardenbergi är en skalbaggsart som beskrevs av J. Balfour-browne 1950. Copelatus hardenbergi ingår i släktet Copelatus och familjen dykare. Inga underarter finns listade i Catalogue of Life.